# Orichiwka (obwód chmielnicki)
Orichiwka (ukr. Оріхівка, pol. hist. Orzechówka) – wieś na Ukrainie, w obwodzie chmielnickim, w rejonie starokonstantynowskim.

## Historia
Pod koniec XIX w. wieś należała do parafii Czerniatyń Wielki.

W pobliżu Wolicy rozciągały się o wiele sympatyczniejsze i pociągające ku sobie wioski – Orzechówka, Butowce i Czerniatyn – prawie polskie, bo zamieszkane przeważnie lub częściowo przez małorolnych Polaków, zwanych przez otaczających ich Ukraińców „Lachami” a przez swych jaśnie wielmożnych braci obszarników „Les petits nobles”, uboga szlachta szaraczkowa, o starych, herbowych nazwiskach, takich jak Zaleski, Lipski, Leszczyński, Sokołowski, Ostrowski i posiadająca niekiedy dokumenty rodzinne, których by jej pozazdrościł niejeden świeżo wykluty „karmazyn” różniła się od otaczającego ją ludu ukraińskiego, poza tradycją szlacheckiego pochodzenia, głównie religią.